# Andrzej Król
Andrzej Król (ur. 10 listopada 1958 w Bytomiu, zm. 16 stycznia 2011 tamże) – polski piłkarz grający na pozycji obrońcy. Zawodnik bytomskich klubów.

## Kariera piłkarska
Andrzej Król karierę piłkarską rozpoczął w juniorach Polonii Bytom, z którą w 1976 roku podpisał profesjonalny kontrakt. W sezonie 1976/1977 z drużyną dotarł do finału Pucharu Polski. W Polonii Bytom występował do 1980 roku grając 86 meczów i strzelając 3 gole w ekstraklasie.
Następnie Król przeszedł do lokalnego rywala Polonii - Szombierek Bytom, w którym grał do 1985 roku występując w 72 meczach i strzelając 1 bramkę w ekstraklasie.

## Kariera reprezentacyjna
Andrzej Król wielokrotnie występował w reprezentacji Polski juniorów.

## Śmierć
Andrzej Król zmarł dnia 16 stycznia 2011 roku w Bytomiu w wieku 52 lat.

## Sukcesy piłkarskie

### Polonia Bytom
- Finał Pucharu Polski: 1977